# Município de Israel (condado de Preble, Ohio)
O município de Israel (em inglês: Israel Township) é um município localizado no condado de Preble no estado estadounidense de Ohio. No ano de 2010 tinha uma população de 1.169 habitantes e uma densidade populacional de 12,42 pessoas por km².

## Geografia
O município de Israel encontra-se localizado nas coordenadas 39° 36′ 32″ N, 84° 45′ 22″ O. Segundo o Departamento do Censo dos Estados Unidos, o município tem uma superfície total de 94.13 km², da qual 91,74 km² correspondem a terra firme e (2,54 %) 2,39 km² é água.

## Demografia
Segundo o censo de 2010, tinha 1.169 habitantes residindo no município de Israel. A densidade populacional era de 12,42 hab./km². Dos 1.169 habitantes, o município de Israel estava composto pelo 97,52 % brancos, o 0,34 % eram afroamericanos, o 0,09 % eram amerindios, o 0,09 % eram asiáticos, o 0,17 % eram de outras raças e o 1,8 % eram de uma mistura de raças. Do total da população o 0,6 % eram hispanos ou latinos de qualquer raça.